# Dienst Specialistische Operaties
De Dienst Specialistische Operaties (DSO) (van 2013 tot 2020: Dienst Landelijke Operationele Samenwerking (DLOS), voor 2013: Dienst Operationele Samenwerking) is een onderdeel van de Eenheid Landelijke Expertise en Operaties van de Politie in Nederland. De dienst is verantwoordelijk voor alle operationele ondersteuning van de politie. Het gaat bijvoorbeeld vaak over afgeschermde operaties zoals werken onder dekmantel en getuigenbescherming, het afluisteren van bijvoorbeeld telefoongesprekken, maar ook om specialistische dieren. Onder deze dienst valt ook het Landelijk Team Forensische Opsporing.
De DSO is de nieuwe naam van de Dienst Landelijke Operationele Samenwerking sinds 2020. De DLOS was weer de opvolger van het Dienst Operationele Samenwerking, die tijdens de herindeling van de regiokorpsen op 1 januari 2013 van naam veranderd werd. Verbetering van de overzichtelijkheid en het realiseren van meer eenheid lag ten grondslag van deze reorganisatie. Tot 1 januari 2024 was de DSO onderdeel van de Landelijke Eenheid.